# Carga moldada

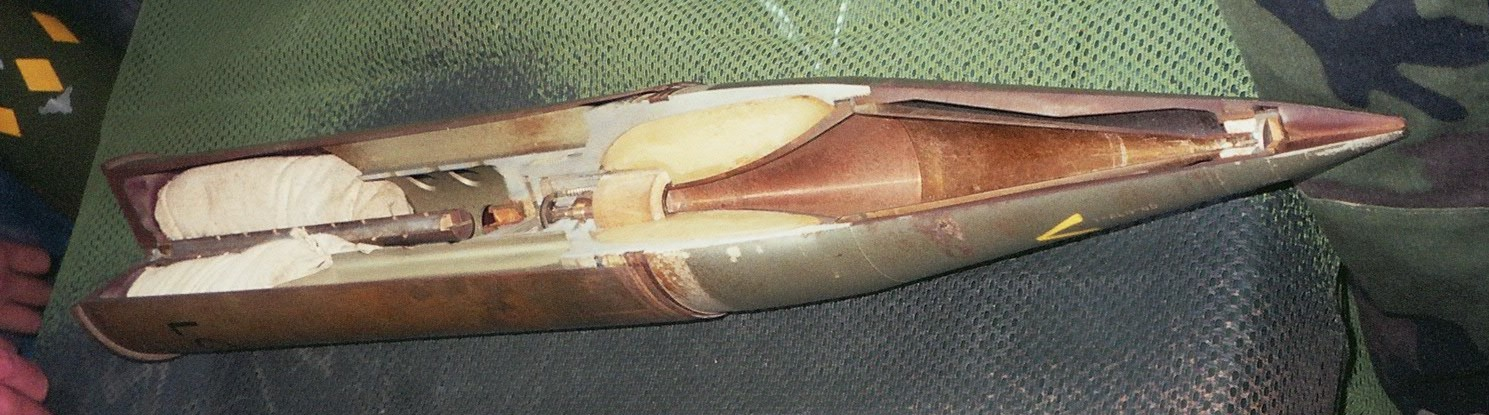
Um míssil antitanque altamente explosivo seccionado com a carga moldada interna visível.

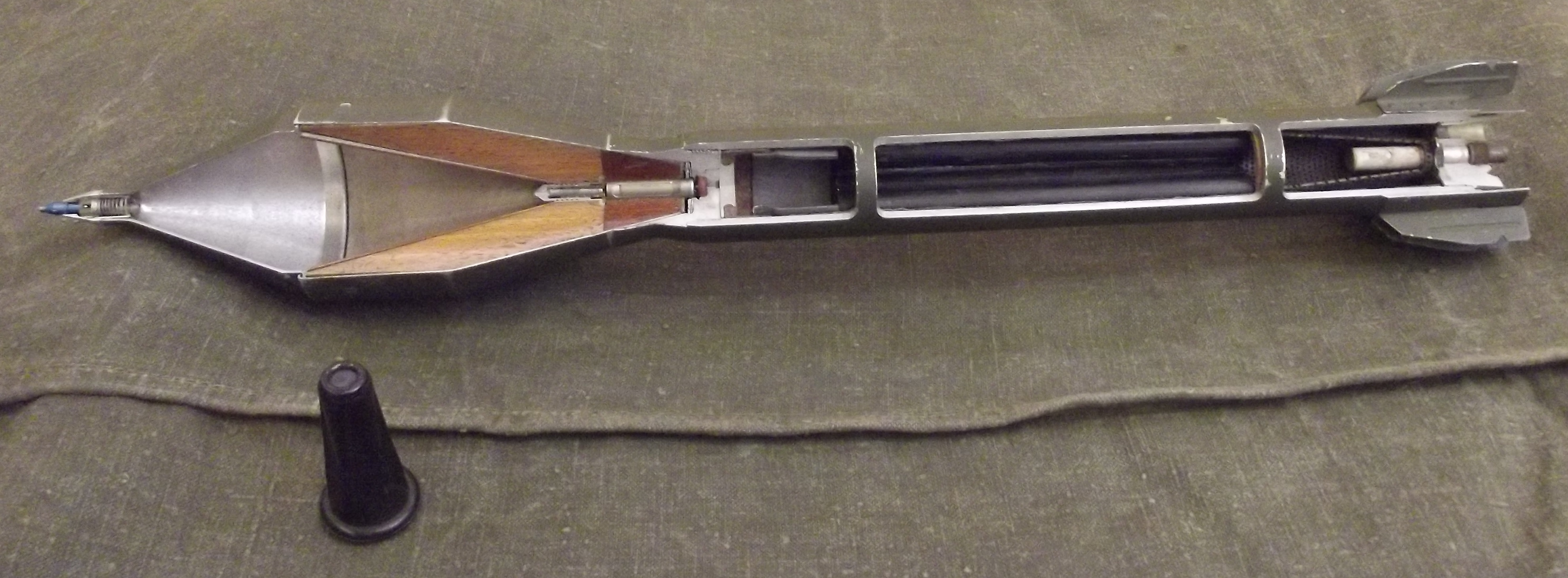
Um foguete RL-83 Blindicide seccionada.

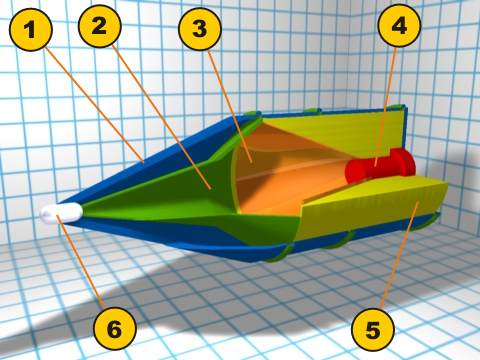
1: Tampa balística; 2: Cavidade cheia de ar; 3: Forro cônico; 4: Detonador; 5: Explosivo; 6: Gatilho piezoelétrico.

A carga moldada é uma carga explosiva moldada para formar um penetrador formado explosivamente (EFP) para focar o efeito da energia do explosivo. Diferentes tipos de cargas moldadas são usados para várias finalidades, como corte e conformação de metal, iniciação de armas nucleares, penetração de blindagem ou perfuração de poços na indústria de petróleo e gás.
Uma carga moldada moderna típica, com um revestimento de metal na cavidade de carga, pode penetrar no aço blindado a uma profundidade de sete ou mais vezes o diâmetro da carga (diâmetros de carga, ou CD na sigla em inglês), embora profundidades maiores de 10 CD e acima tenham sido alcançadas. Ao contrário do que poderia supor-se (por causa da sigla para antitanque altamente explosivo, HEAT, ou "highly explosive anti-tank" em inglês, sinônimo de "calor") o jato EFP de carga moldada não depende de forma alguma de aquecimento ou fusão para sua eficácia; isto é, o jato EFP de uma carga moldada não derrete através da armadura, pois seu efeito é puramente cinético por natureza – no entanto, o processo cria calor significativo e geralmente tem um efeito incendiário secundário significativo após a penetração.

## Efeito Munroe
O Efeito Munroe (ou Neumann) é a focalização da energia da explosão por um corte oco ou vazio na superfície de um explosivo. A menção mais antiga de cargas ocas foi mencionada em 1792. Franz Xaver von Baader (1765–1841) era um engenheiro de minas alemão na época; em um jornal de mineração, ele defendeu um espaço cônico na extremidade dianteira de uma carga de detonação para aumentar o efeito do explosivo e, assim, economizar pólvora. A ideia foi adotada, por um tempo, na Noruega e nas minas das montanhas Harz da Alemanha, embora o único explosivo disponível na época fosse a pólvora, que não é um alto explosivo e, portanto, incapaz de produzir a onda de choque que o efeito de carga em forma requer.